# Yamaha TDM
La Yamaha TDM è una motocicletta prodotta da Yamaha Motor, azienda giapponese produttrice di motori, motocicli e motori marini nel settore veicoli. 
La TDM è stata una moto per certi aspetti "rivoluzionaria", introducendo fin dal suo debutto nel mercato il concetto di "crossover", moto comode, poliedriche, versatili e capaci di essere sfruttate sia per l'uso quotidiano, sia per viaggi o percorsi diversi in genere.

## Storia

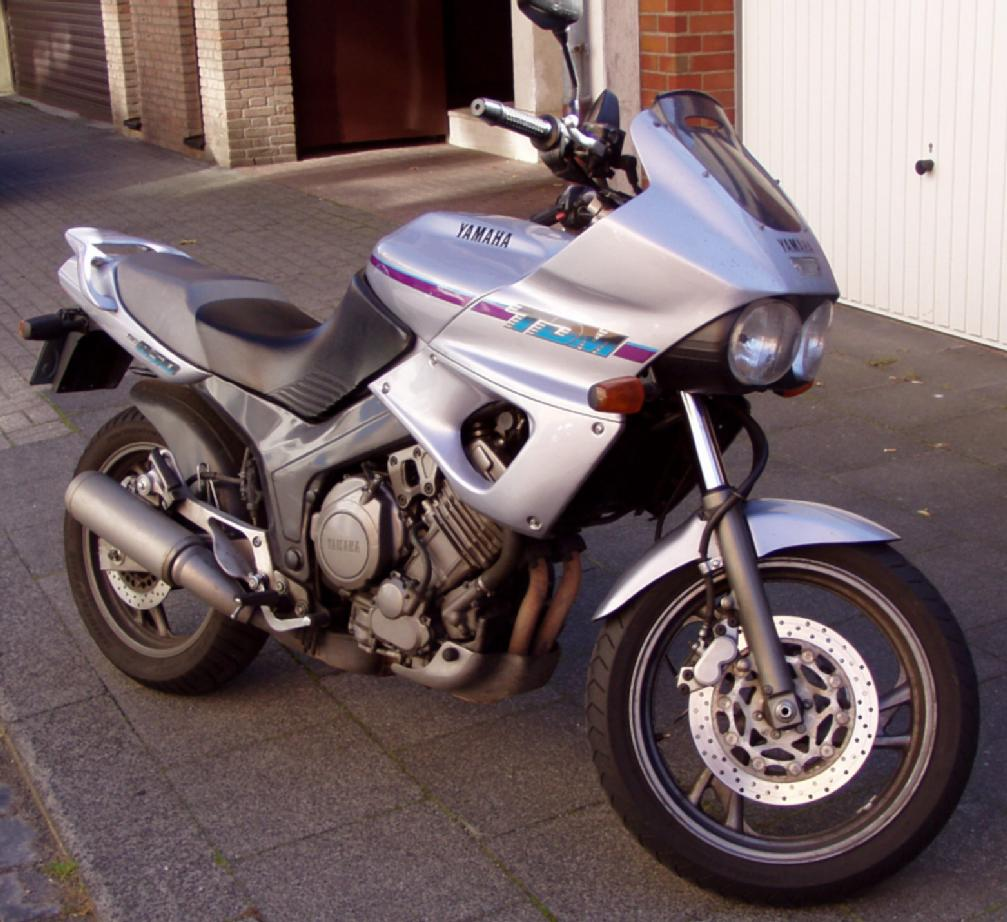
Uno dei primi esemplari di Yamaha TDM 850 del 1992

L'idea nacque a metà degli anni '80 dai tecnici Yamaha e dal product planner e consulente Yamaha Motor Europe Hennes Fischer, che ne raccontò dettagliatamente la nascita del progetto. L'obiettivo, sulla scia del successo della super Tenerè XTZ 750, era quello di creare una motocicletta divertente in grado di affrontare strade strette, accidentate o percorsi alpini. Un ibrido tra una moto enduro e stradale. Come affermato dallo stesso Hennes Fischer - "occorreva qualcosa che combinasse tra loro una moto da enduro ed una moto da strada". 
La Yamaha quindi si mise al lavoro e sviluppò il primo modello di TDM con cilindrata 850 nel 1991, che cominciò a riscuotere i primi favori del pubblico proprio per la sua originalità, per poi consolidarsi, decretandone il successo, soprattutto negli anni successivi. 
I dati tecnici della prima Yamaha TDM al debutto contavano un motore a quattro tempi, bicilindrico parallelo DOHC, 5 valvole per cilindro, raffreddato a liquido, cambio a cinque marce, avviamento elettrico, una potenza complessiva di 77 cv -56,1 kW a 7500 rpm e un peso a secco di 199 kg. Come tutti i modelli di TDM, anche questo venne proposto con differenti varianti di colore. 
Il sempre crescente interesse e le mutate esigenze di spostamento in moto dei clienti di tutta Europa contribuirono a fare della Yamaha TDM un successo commerciale, che venne supportato e migliorato costantemente da Yamaha negli anni seguenti. 

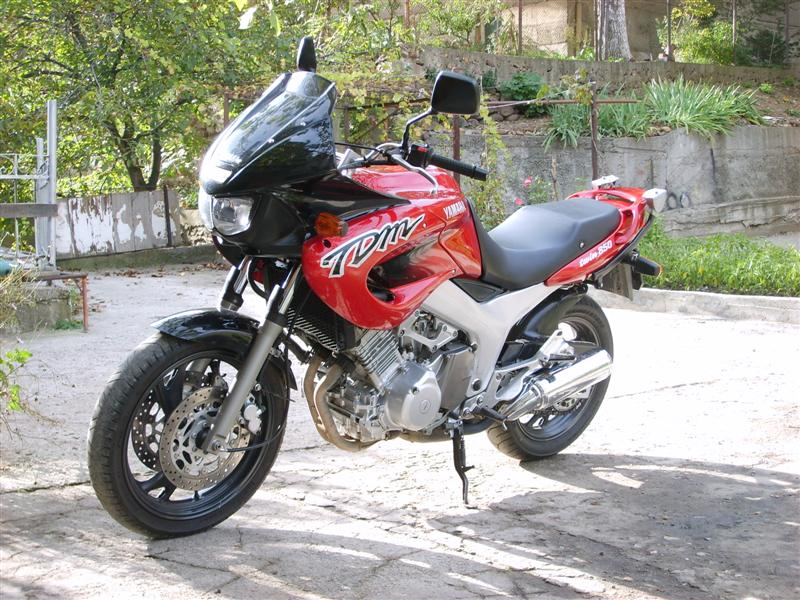
Una Yamaha TDM 850 del 1997

La TDM in Europa continuò la sua ascesa che contribuì alla nascita della "seconda generazione", che cambiò nel suo insieme nel 1996, con un nuovo telaio, nuovo design e un propulsore completamente rivisto (disponeva di fasatura a 270°) che mirava a incrementare la coppia e renderla più potente e performante, oltre a numerose innovazioni nei particolari, per aumentarne l'efficacia e la versatilità. 
Questa seconda generazione incontrò il successo in diversi mercati europei, consacrando la Yamaha TDM come una rivoluzione nel mondo delle due ruote, considerata a tutt'oggi vera capostipite nel suo genere e che ha introdotto il già citato concetto di "crossover" per il panorama motociclistico europeo. I dati tecnici erano: propulsore bicilindrico di 849 cc 4 tempi raffreddato a liquido, potenza massima di 78 cv a 7500rpm - una coppia di 8.1 kgm a 6.000 giri - cambio a 5 marce - lunghezza di 2.170mm - larghezza 780mm - un peso a secco dichiarato di 201kg (rilevato 220kg)e un serbatoio da 20 litri. Il consumo medio era di circa 15,1 km/l. I freni prevedevano come nel modello della vecchia generazione, un doppio disco all'anteriore e uno al posteriore. Le forcelle erano regolabili sia all'anteriore che al posteriore. La strumentazione era pressoché simile al modello precedente, ma negli anni successivi venne incluso anche l'indicatore benzina. L'estetica era molto gradevole e rendeva bene l'idea che la TDM divenne un ibrido tra una enduro e una moto stradale.

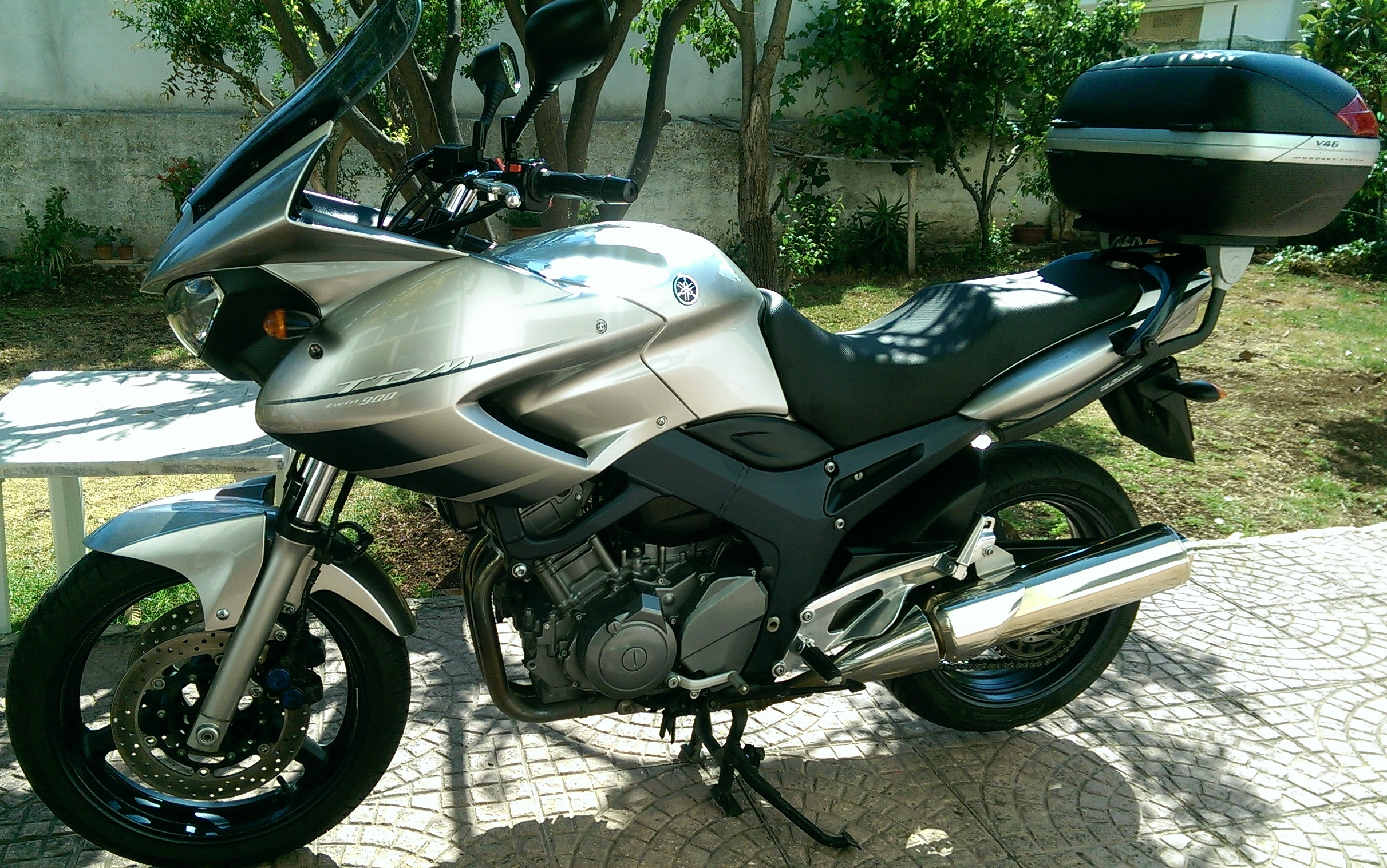
Una Yamaha TDM900 Silver del 2008

Nel 2002 è stato introdotto per la prima volta un propulsore bicilindrico parallelo dieci valvole a iniezione elettronica e la cilindrata complessiva è salita a 900 (897 cc). Fu aggiornato il design con linee più moderne e tutta la componentistica della moto venne completamente rivista per offrire ancora più comfort e prestazioni, puntando sulla clientela che usa le moto quotidianamente e ama viaggiare. La lunghezza è di 2.180mm, la larghezza di 800mm e l'altezza di 1.290mm, con un interasse di 1.485 mm. La strumentazione è di tipo mista, analogica-digitale, serbatoio da 20 litri, un peso in ordine di marcia di 223 kg (226 kg versione con ABS), le forcelle all'anteriore sono telescopiche, progressive e regolabili, mentre al posteriore dispone di un monoammortizzatore anch'esso regolabile nel precarico. La TDM è dotata inoltre di un impianto frenante più potente, di derivazione R1, con un doppio freno a disco anteriore da 298 mm e disco freno posteriore da 248 mm. La TDM al debutto rispettava la normativa antinquinamento "euro1" (aggiornabile ad euro2 come riporta il sito Yamaha). A partire dal 2005 viene introdotto per questa moto sul mercato (a scelta del cliente) una versione con sistema antibloccaggio ABS e le prestazioni erano identiche alla versione senza tale dispositivo. Inoltre sempre nello stesso anno, venne proposta una versione sport, per il solo mercato francese. A partire dal 2007 la motocicletta riceve alcune piccole modifiche al propulsore, riconoscibile da una verniciatura nera in alcuni modelli e che rispetta la normativa antinquinamento "euro3", la strumentazione viene aggiornata con sfondi bianchi al contagiri e temperatura motore, mentre la sella viene rivista, con una cover più efficace di tipo antiscivolo. Nel 2009 e per il solo mercato francese, viene commercializzata una versione speciale "Limited edition TDM900GT/ABS" la quale disponeva di valigie laterali, carenatura copri-motore, deflettori antivento, schermo più alto e un diverso posizionamento degli specchietti, alloggiati non più al manubrio ma nel cupolino frontale. Questo modello mirava a contrastare altre motociclette concorrenti nel settore "touring".  Diverse sono le livree di colore (dal 2002 al 2010) che accompagnano questo modello amato e seguito da molti appassionati in tutto il mondo per la sua comodità, concretezza e la rinomata affidabilità del suo bicilindrico non a caso definito da molti specialisti del settore "leggendario". Rimane disponibile fino al 2014 per poi uscire dal listino. Yamaha ha poi annunciato di averla sostituita con un'altra "sport-tourer", la Yamaha Tracer 900.